# BTV (Bułgaria)
bTV – pierwsza komercyjna stacja telewizyjna w Bułgarii, która notuje największe wyniki oglądalności. Stacja powstała 1 czerwca 2000 roku w wyniku sprywatyzowania należącego do telewizji publicznej kanału Efir 2 nadawanego od 1974 roku. Jej właścicielem jest Central European Media Enterprises. Kanał jest dostępny przez satelitę oraz w internecie. W roku 2001 kanał zaczął nadawać 24 godziny na dobę oraz poszerzać swoją ramówkę.